# Peter von Pusica
Peter von Pusica o Pusika (dintorni di Lublino, 1400 circa – Wiener Neustadt, 1475) è stato un architetto austriaco di origine polacca.

## Biografia
Pusica ricevette probabilmente la sua formazione a Praga e a Vienna e intorno al 1439 giunse a Wiener Neustadt, città in cui lavorò da quel momento in poi al servizio di Federico III. A partire dal 1440 Federico III fece di Wiener Neustadt la sua residenza e vi chiamò artisti come Peter von Pusica, Jakob Kaschauer e Niclas Gerhaert van Leyden. Pusica fu nominato intorno al 1450 come capomastro di 32 edifici e diresse di 32 mastri da muro e piccapietre durante il regno di Federico III.
Dal 1440 al 1460 costruì la cattedrale di San Giorgio a Wiener Neustadt. Da lui fu eretta anche la parete degli stemmi sulla facciata orientale. La chiesa di santa Radegonda a Katzelsdorf fu probabilmente costruita da Pusica fra il 1442 e il 1462. La chiesa di San Pietro an der Sperr di Wiener Neustadt, eretta nel XIII secolo e ceduta alle monache domenicane nel 1444, fu ampiamente ristrutturata da Pusica intorno al 1456/57. Il convento delle domenicane fu ricostruito dopo un incendio nel terzo quarto del XIV secolo e ampiamente ristrutturato tra il 1450 e il 1475 da Peter von Pusica. Anche la collegiata della Santissima Trinità (Stiftskirche zur Heiligen Dreifaltigkeit) di Wiener Neustadt fu ricostruita da Pusica.
A lui è intitolato il Peter-von-Pusika-Gasse a Wiener Neustadt. La casa di abitazione di Pusica, si trova in Neunkirchner Strasse 30 (angolo di Bahngasse) a Wiener Neustadt.

## Galleria d'immagini

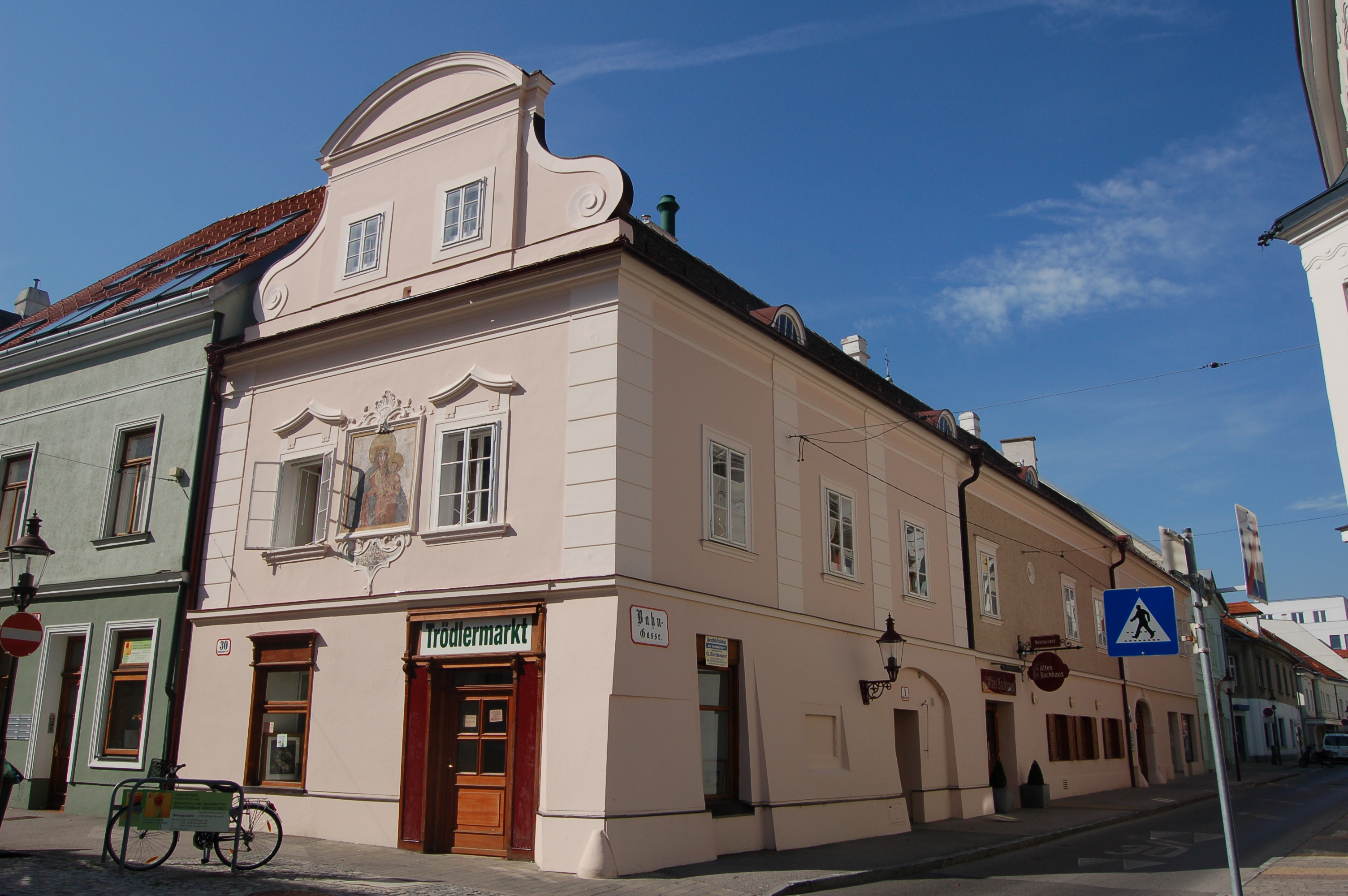
Casa di Pusica su Neunkirchner Straße
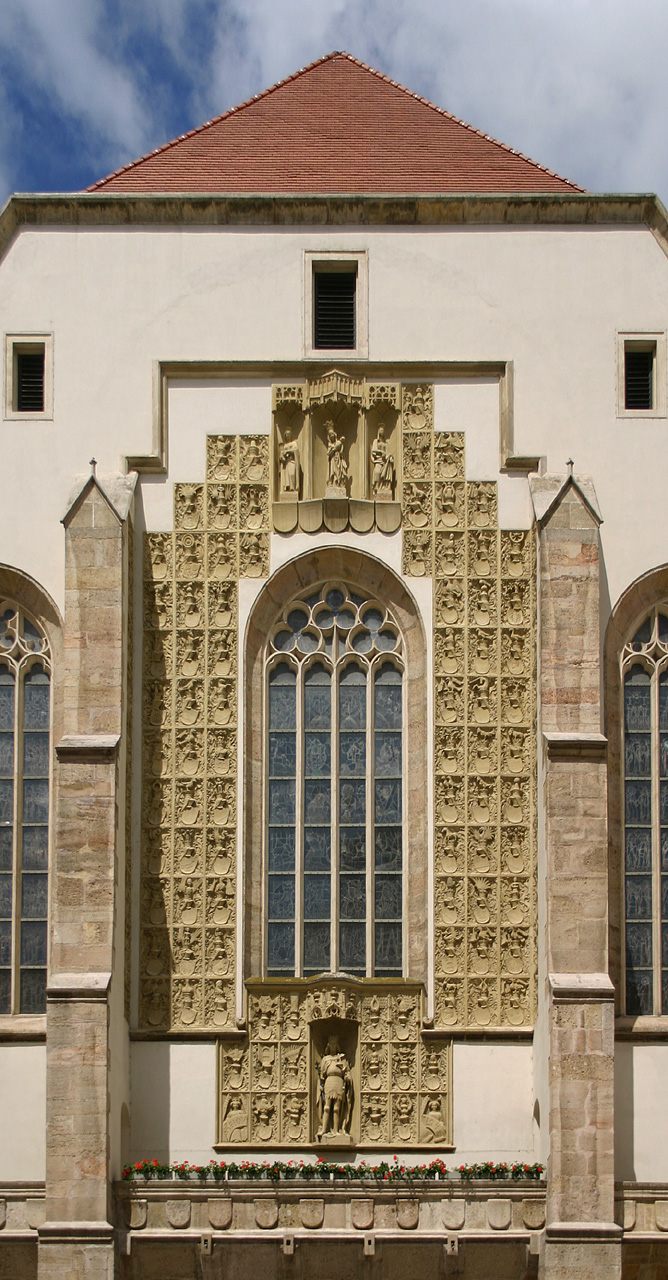
La parete degli stemmi della cattedrale di San Giorgio
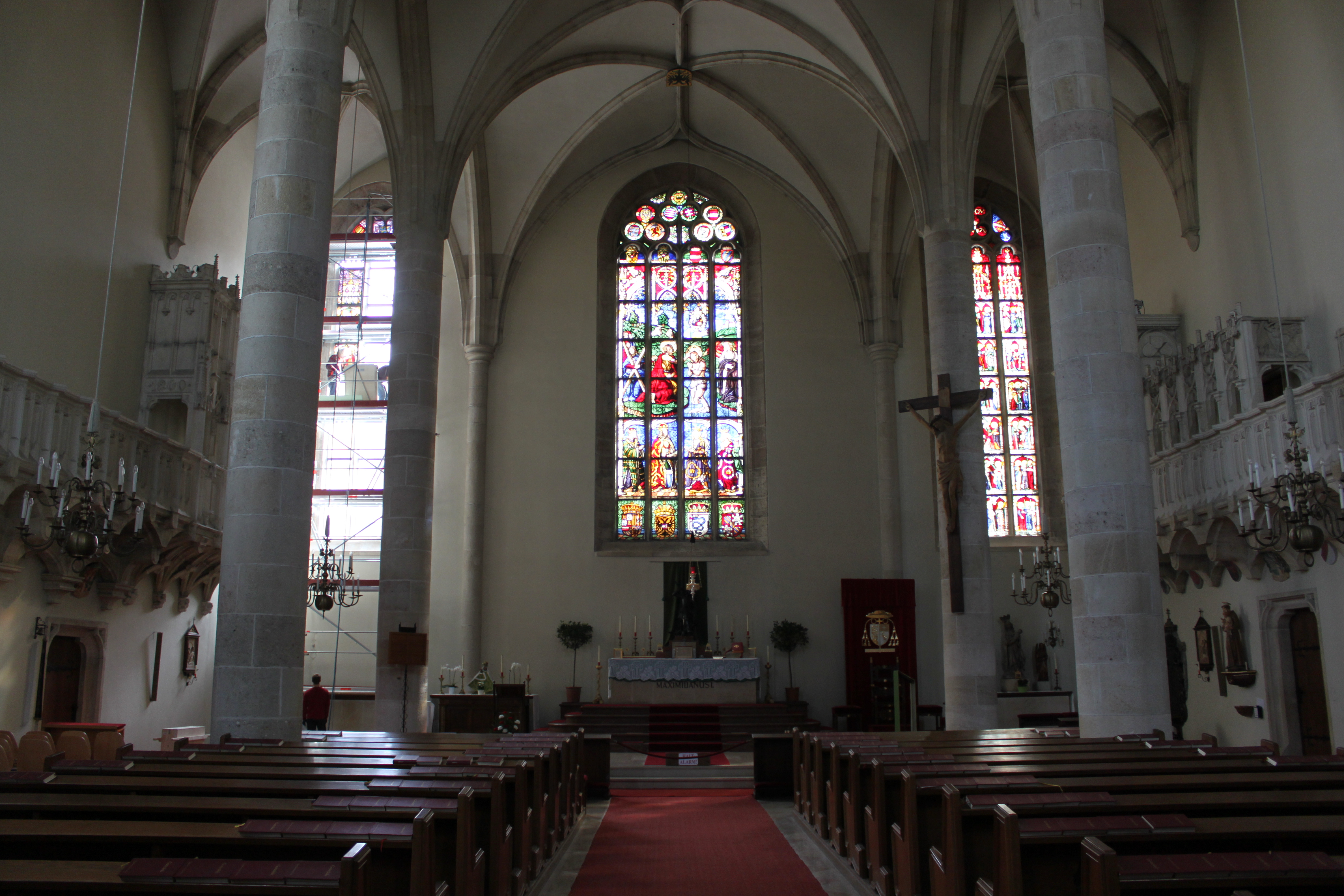
Presbiterio della cattedrale di San Giorgio
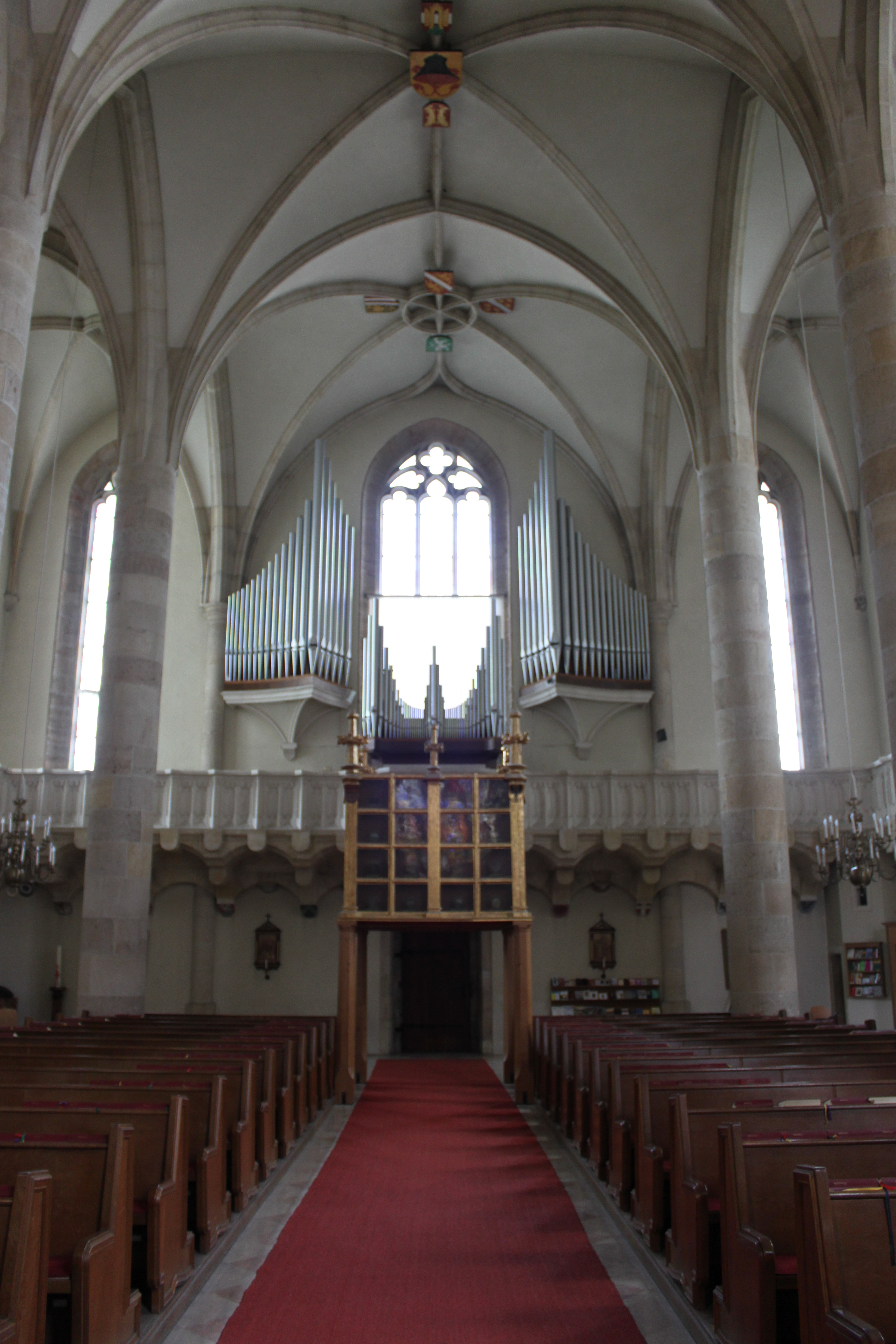
L'organo della cattedrale di San Giorgio
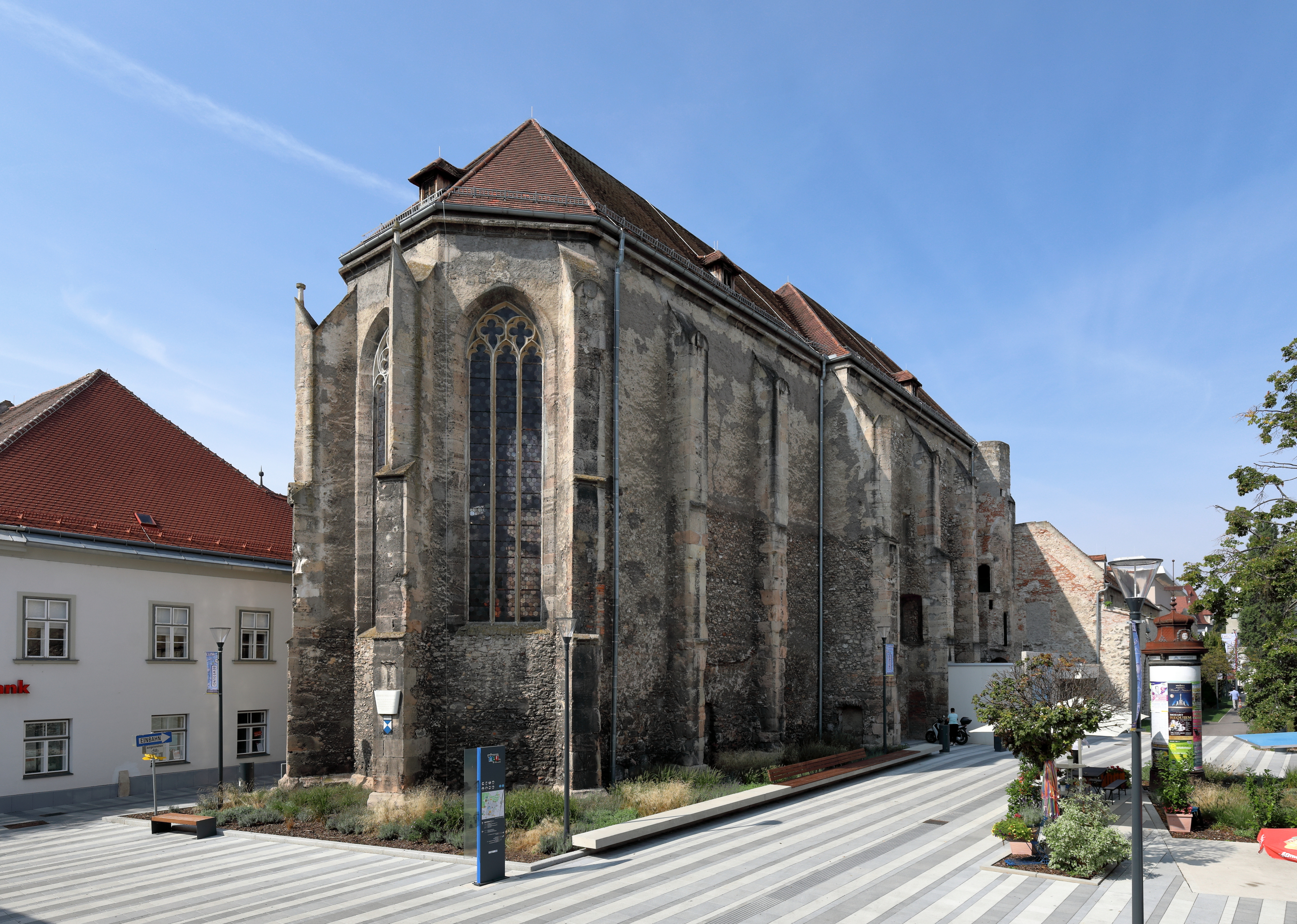
San Pietro an der Sperr
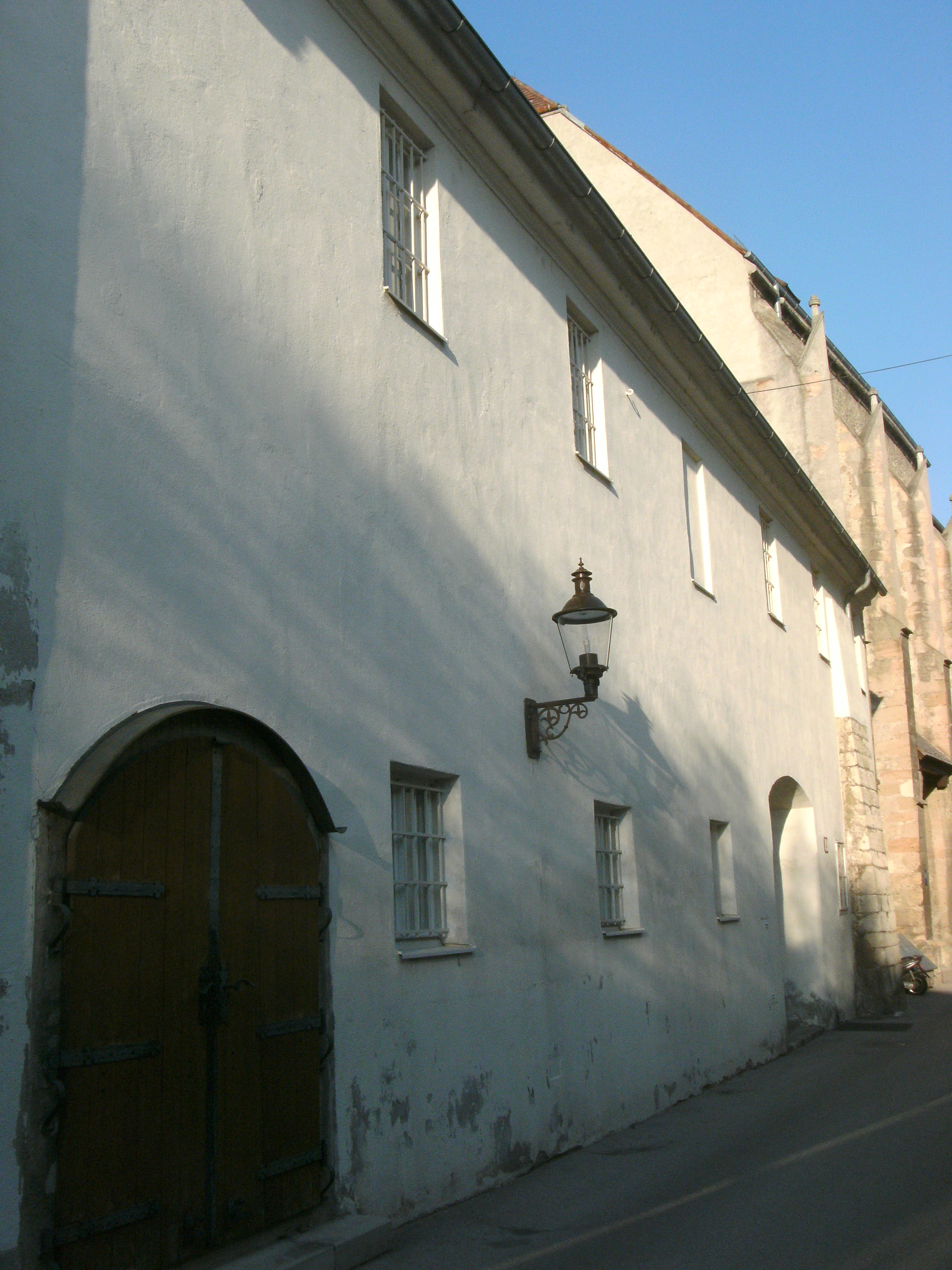
L'ex chiostro delle domenicane
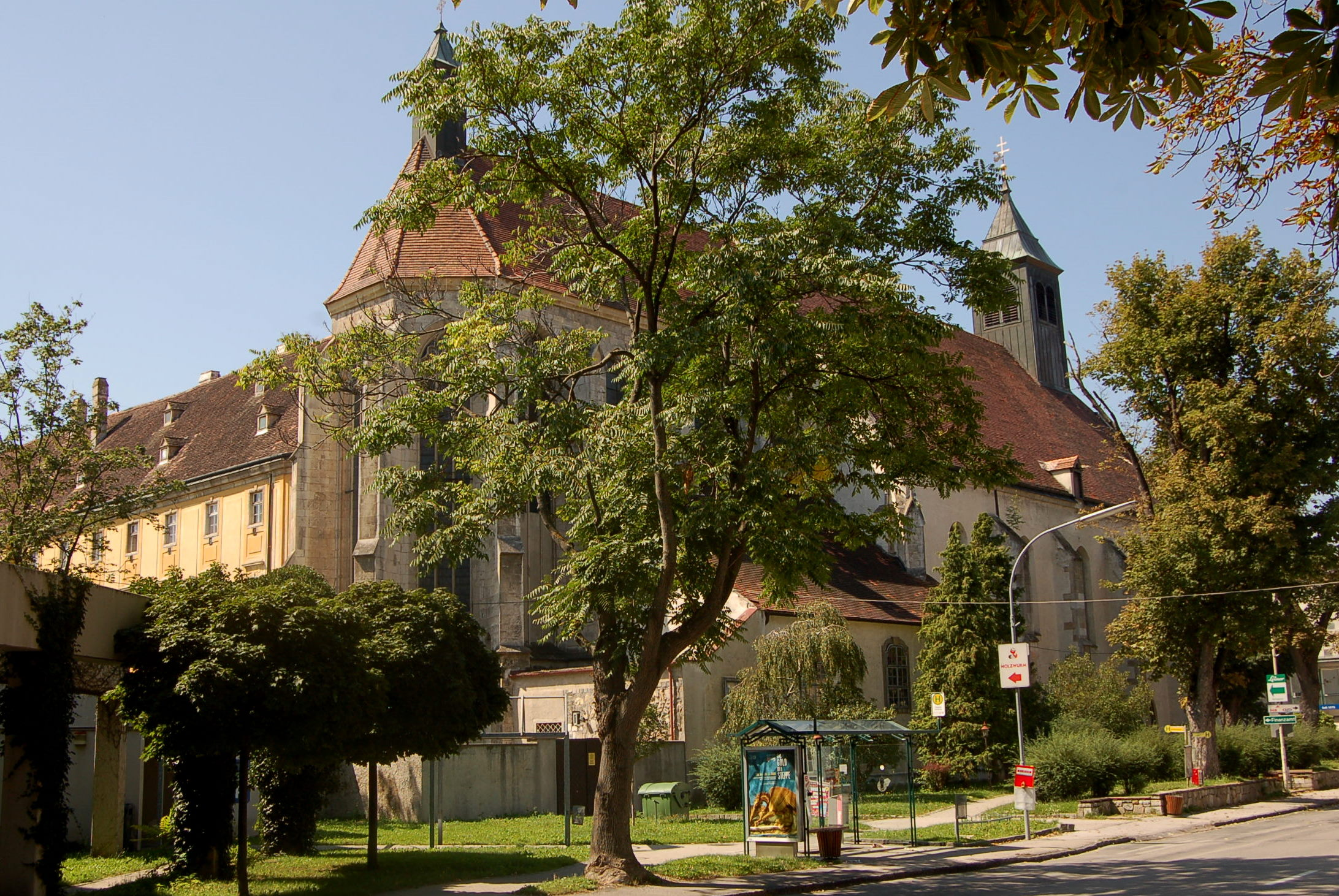
La collegiata su Ungargasse all'angolo con Neuklostergasse
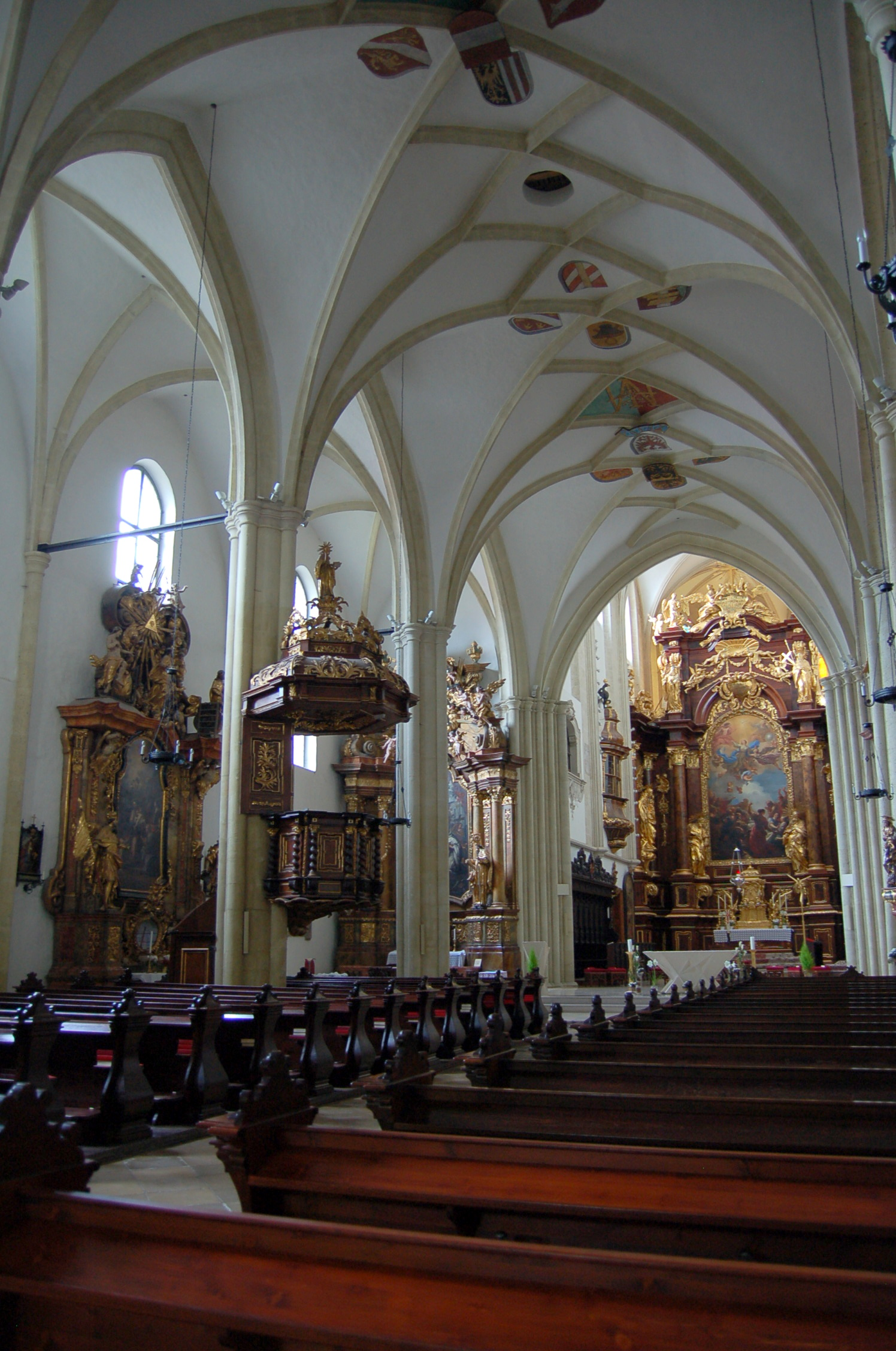
Interno della collegiata